# Saatluj Kuh
Saatluj Kuh (pers. ساعتلوي كوه) – wieś w Iranie, w ostanie Azerbejdżan Zachodni. W 2006 roku liczyła 328 mieszkańców w 72 rodzinach.